# De Brandenburg
De Brandenburg is een beschermd gemeentelijk monument in de gemeente Baarn aan de Biltseweg bij Lage Vuursche, in de provincie Utrecht.
De langhuisboerderij werd herbouwd in 1834. Op de gedenksteen staat: S. Methorst, den 1ste Mey 1834. De wit geverfde boerderij heeft raamluiken in de kleuren van Pijnenburg: groen en rood. De naam Brandenburg werd gegeven nadat de voorganger van de boerderij in de Franse Tijd door brandstichting verloren ging. De boerderij ligt achter het benzinestation aan de bosrand, aan het eind van een oprijlaan. Achter de boerderij staat een hooischelf uit 1952.
De boerderij is het geboortehuis van Fanny Blankers-Koen.